# NGC 6943
NGC 6943 је спирална галаксија у сазвежђу Паун која се налази на NGC листи објеката дубоког неба.
Деклинација објекта је - 68° 44' 53" а ректасцензија 20h 44m 33,7s. Привидна величина (магнитуда) објекта NGC 6943 износи 11,3 а фотографска магнитуда 12,0. Налази се на удаљености од 34,863 милиона парсека од Сунца. NGC 6943 је још познат и под ознакама ESO 74-6, PGC 65295.